# Elyanna
Elian Amer Marjiya connue sous le nom de Elyanna, née le 21 janvier 2002 à Nazareth, est une chanteuse et compositrice palestinienne ,. Elle chante en arabe. Elle a signé dans plusieurs maisons de disques dont Universal Music Group et Salxco,.

## Biographie

### Jeunesse
Son grand-père était un poète et un chanteur populaire au Moyen-Orient. Elle a un frère aîné, Feras, qui est pianiste, et une sœur qui est styliste,. Elyanna quitte la ville de Nazareth en Israël pour s'installer avec sa famille à Los Angeles en Californie. Elle est surnommée « Rihanna arabe » car sa voix ressemble fortement à la chanteuse barbadienne.

### Carrière
Elle commence sa carrière de chanteuse en postant des reprises sur la plateforme SoundCloud. Elle sort son premier single Ta Ta (Freestyle) en 2019.
Elle rencontre le musicien Nasri ainsi que son futur manager Wassim Slaiby en 2020. La même année, elle est invitée à chanter lors de la campagne #StayHome réalisée par le magazine Vogue Arabia.
En 2021, la chanteuse pose pour le magazine GQ.
Elle figure, en 2022, parmi les artistes promus par la plateforme musicale Spotify. Elle collabore avec le chanteur tunisien Balti pour la chanson Ghareeb Alay,.
Elle devient la première chanteuse à effectuer un set complet en arabe lors du Festival Coachella en avril 2023,,.
Le 23 août 2024, elle apparaît sur le nouveau single du groupe Coldplay We Pray avec Burna Boy, Little Simz et Tini.

## Influences
Elle est influencée par la chanteuse libanaise Fairuz, la chanteuse américaine Beyoncé, le chanteur canadien The Weeknd ainsi que par le chanteur anglais Freddie Mercury,.